# Main-Donaukanaal

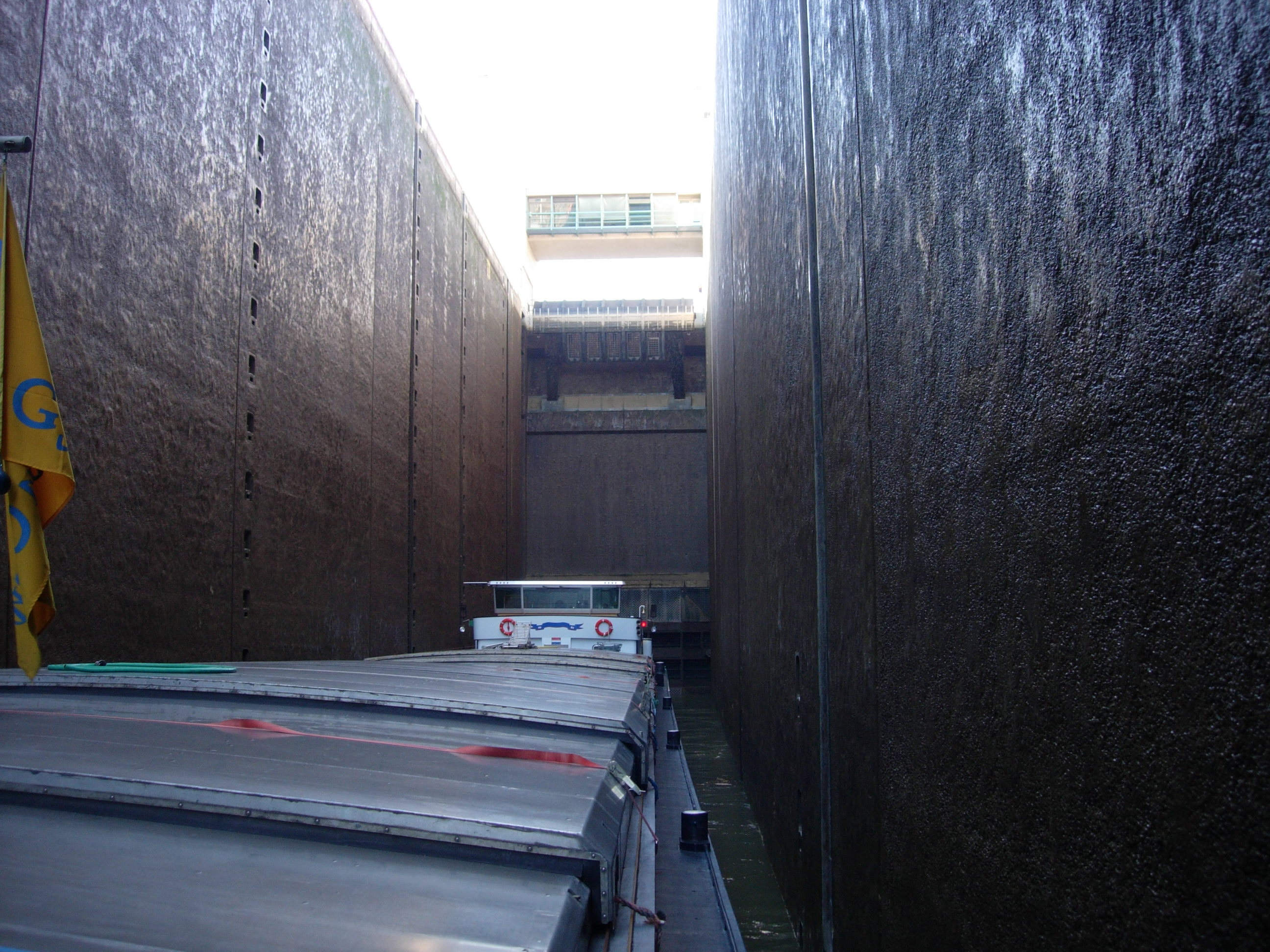
Schip in sluis Leerstetten

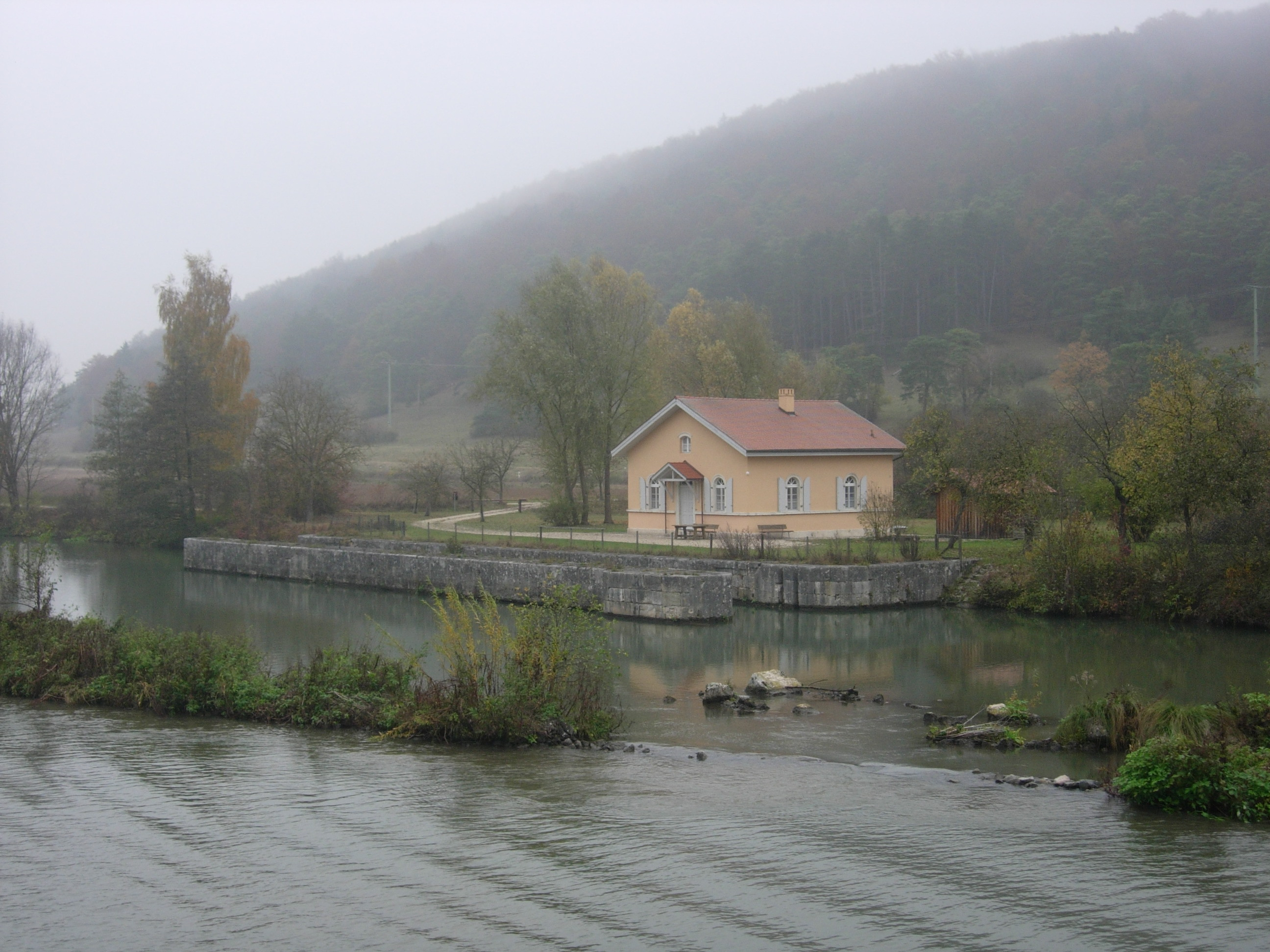
Sluis nr.10 van het oude Ludwigskanaal

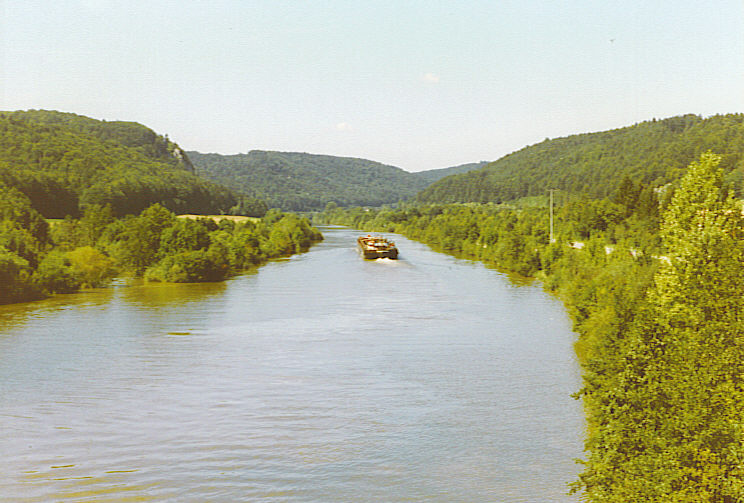
Het Main-Donaukanaal in de Altmühlvallei

Het Main-Donaukanaal (ook: Rhein-Donau-kanal en Rhein-Main-Donaukanaal) is een kanaal dat de verbinding vormt tussen het stroomgebied van de Rijn en dat van de Donau.

## Geschiedenis
Al in 793 gaf Karel de Grote de opdracht om een kanaal (Fossa Carolina) te graven dat beide stroomgebieden met elkaar moest verbinden. De bouw was echter onsuccesvol en de werkzaamheden werden datzelfde jaar nog beëindigd.
Tussen 1836 en 1846 werd tussen Bamberg en Kelheim het Ludwigskanal gebouwd. Het was een smal kanaal, 178 kilometer lang met 101 schutsluizen dat door de opkomst van het spoor al gauw onrendabel werd. In de Tweede Wereldoorlog werd het kanaal beschadigd en in 1950 werd besloten het Ludwigskanal te sluiten en deels te dempen.
In 1960 werd begonnen met de bouw van het Main-Donaukanaal. In 1972 werd Neurenberg met de Main verbonden en op 25 september 1992 werd het kanaal volledig opengesteld. Het kanaal is 171 km lang (inclusief kanalisatie van de Altmühl). Het begint aan de Main bij Bamberg en eindigt aan de Donau bij Kelheim. In totaal is er ongeveer 2,3 miljard euro aan de bouw uitgegeven.
Het Main-Donaukanaal werd aangelegd door Rhein-Main-Donau AG. Dit bedrijf verwierf in 1921 een concessie voor het realiseren van een vaarweg voor grote schepen van Aschaffenburg naar Passau (677 km). Behalve de aanleg van het kanaal heeft het bedrijf tussen 1921 en 1962 de Main uitgediept tussen Aschaffenburg en Bamberg (297 km).

## Verbreding van de Donau
Ook voor de Donau bestaan plannen voor verbreding, tussen Kelheim en Passau (209 km). Daarbij is voor de bevaarbaarheid het stuk tussen Straubing en Vilshofen (69 km) het meest van belang. Als het traject wordt aangepakt dan wordt de capaciteit van het kanaal verdubbeld tot zo’n 11 miljoen ton op jaarbasis. Hierover bestaat veel discussie door een conflict tussen natuur- en scheepvaartbelangen.
In 2013 kan de Bondsdag een uitspraak doen over de modernisering van het traject tussen Straubing en Vilshofen. Er zijn twee opties. Een milieuvriendelijke variant die een investering vergt van € 460 miljoen, het traject wordt dan voor 185 dagen per jaar bevaarbaar voor schepen die maximaal 2,60 meter diep steken. Een andere variant is dat de rivier bevaarbaar wordt gemaakt gedurende 290 dagen per jaar, voor schepen met een diepgang van 2,80 meter. Vanuit natuurbelangen gaat de voorkeur uit naar de eerste optie, vanuit scheepvaartbelangen naar de tweede optie.

## Traject
Het hoogste kanaaldeel ligt tussen Hilpoltstein en Bachhausen (16 km) op een hoogte van 406 meter boven NAP. Hier ligt de waterscheiding tussen de stroomgebieden van de Donau en Rijn. Het hoogteverschil tussen de Main bij Bamberg en Hilpoltstein bedraagt 175 meter en wordt met elf sluizen over een lengte van 99 kilometer overwonnen. Het hoogteverschil tussen de Donau bij Kelheim en Bachhausen bedraagt 68 meter. Zo'n 17 meter wordt overwonnen met twee sluizen in de gekanaliseerde rivier de Altmühl tussen Kelheim en Dietfurt (34 km). De overige 51 meter wordt overwonnen met drie sluizen tussen Dietfurt en Bachhausen (22 km).
Het Main-Donaukanaal heeft grotendeels een trapeziumvorm; het is 55 meter breed op de waterspiegel, 31 meter aan de bodem en 4 meter diep. Op de plaatsen waar het kanaal rechthoekig is, is de breedte 43 meter. De sluiskolken van de zestien sluizen zijn 190 meter lang en 12 meter breed (CEMT-klasse Vb).

### Overzicht van sluizen
|    | Naam van sluis | Jaar in gebruik | Kanaal- kilometer | Afstand (km) | Hoogte boven zeespiegel (m) | Verval van sluis (m) |
| -- | -------------- | --------------- | ----------------- | ------------ | --------------------------- | -------------------- |
| 1  | Bamberg        | 1966            | 7,42              | 5,87         | 241,80                      | 10,94                |
| 2  | Strullendorf   | 1967            | 13,29             | 12,60        | 249,21                      | 7,41                 |
| 3  | Forchheim      | 1964            | 25,89             | 6,97         | 254,50                      | 5,29                 |
| 4  | Hausen         | 1968            | 32,86             | 8,19         | 266,50                      | 12,00                |
| 5  | Erlangen       | 1970            | 41,05             | 7,61         | 284,80                      | 18,30                |
| 6  | Kriegenbrunn   | 1970            | 48,66             | 20,43        | 303,10                      | 18,30                |
| 7  | Neurenberg     | 1971            | 69,09             | 3,73         | 312,50                      | 9,40                 |
| 8  | Eibach         | 1978            | 72,82             | 11,50        | 331,99                      | 19,49                |
| 9  | Leerstetten    | 1980            | 84,32             | 10,62        | 356,66                      | 24,67                |
| 10 | Eckersmühlen   | 1985            | 94,94             | 4,05         | 381,33                      | 24,67                |
| 11 | Hilpoltstein   | 1989            | 98,99             | 16,47        | 406,00                      | 24,67                |
| 12 | Bachhausen     | 1989            | 115,46            | 16,47        | 406,00                      | 17,00                |
| 13 | Berching       | 1991            | 122,51            | 7,05         | 389,00                      | 17,00                |
| 14 | Dietfurt       | 1984            | 135,26            | 12,75        | 372,00                      | 17,00                |
| 15 | Riedenburg     | 1982            | 150,83            | 15,57        | 355,00                      | 8,40                 |
| 16 | Kelheim        | 1981            | 166,06            | 15,23        | 346,60                      | 8,40                 |

## Goederenvolume in 2010

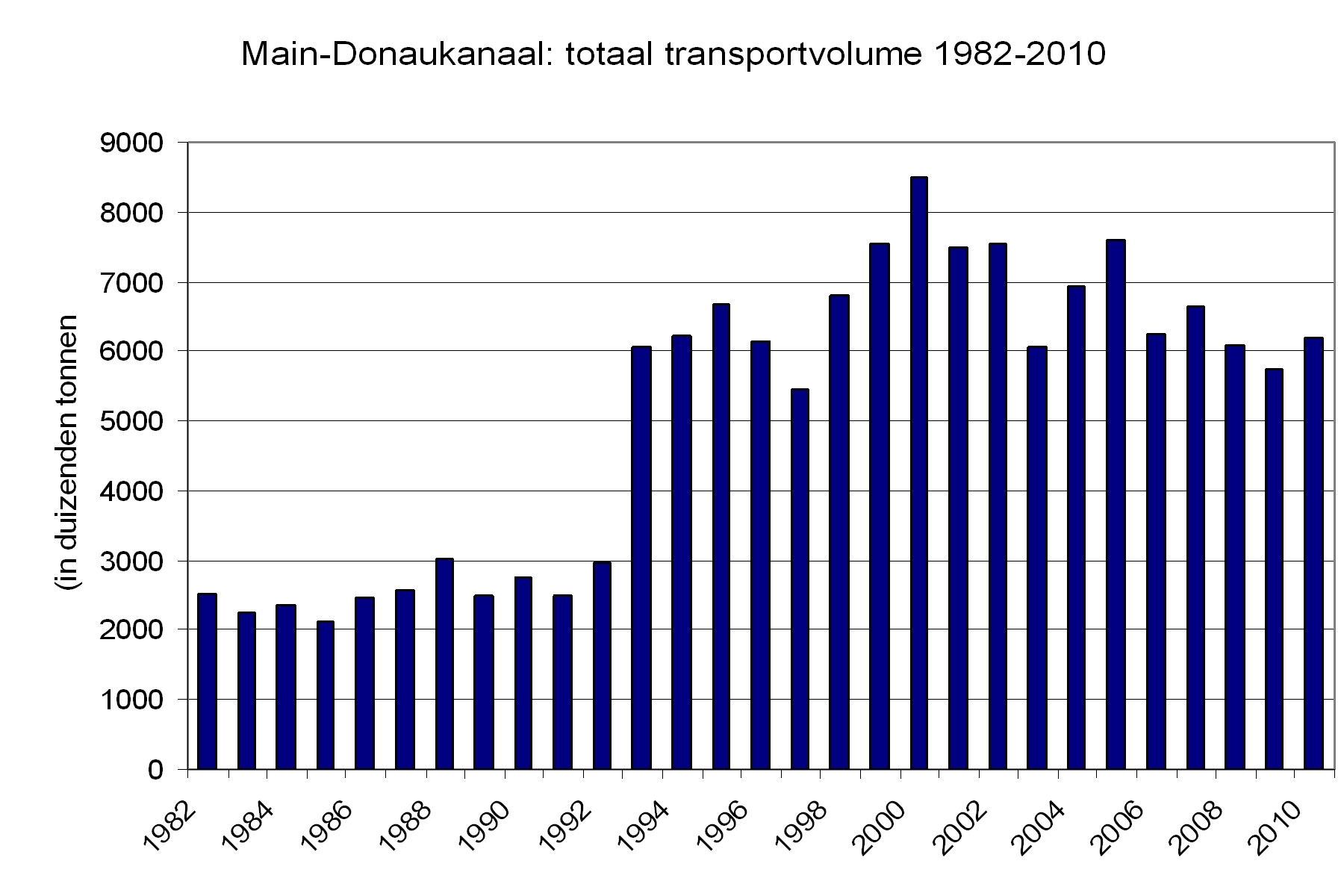
Kanaal transportvolume 1982-2010

Sinds het kanaal in 1982 deels is geopend voor verkeer, werd er jaarlijks gemiddeld zo'n 2,5 miljoen ton goederen op vervoerd. Op 25 september 1992 werd het gehele kanaal voor verkeer geopend en in 1993 verdubbelden de vervoervolumes ruimschoots. Sindsdien ligt het gemiddeld op circa 6,5 miljoen ton per jaar met een record van 8,5 miljoen ton in 2000. In deze cijfers zijn alle vervoerstromen opgenomen, inclusief containers en passagiersschepen. Er worden nauwelijks containers op het traject vervoerd, in 2010 slechts ongeveer 2200 containers waarvan bijna 800 leeg. In 2009 werden er 1320 containers over het kanaal vervoerd.
In 2010 maakten 7009 (2009: 7.346) schepen gebruik van het kanaal; er gingen bijna evenveel schepen oostwaarts richting de Donau als westwaarts naar de Main. Deze schepen vervoerden in totaal 5,2 miljoen ton aan goederen (2009: 4,8 miljoen ton).
| Goederen                              | Richting Donau | Richting Main | Totaal (in ton) |
| ------------------------------------- | -------------- | ------------- | --------------- |
| Hout en bosproducten                  | 71.079         | 819.170       | 890.249         |
| Landbouwproducten en voedingsmiddelen | 770.649        | 865.138       | 1.635.787       |
| Erts en schroot                       | 673.666        | 33.357        | 707.023         |
| Staalproducten                        | 150.902        | 354.544       | 505.446         |
| Meststoffen                           | 295.059        | 353.888       | 648.947         |
| Bouwstoffen                           | 482.725        | 19.093        | 501.818         |
| Aardolie en olieproducten             | 46.624         | 17.941        | 64.565          |
| Steenkool                             | 76.036         | 62.372        | 138.408         |
| Voertuigen en andere kapitaalgoederen | 47.595         | 48.191        | 95.786          |
| Chemische producten                   | 18.947         | 4.942         | 23.889          |
| Totaal                                | 2.633.282      | 2.578.636     | 5.211.918       |

De nationaliteiten van de schepen die gebruikmaken van het kanaal zijn divers. De schepen varend onder de Duitse vlag vertegenwoordigen de helft van al het verkeer. Nederlandse schepen staan op de tweede plaats met een aandeel van ongeveer 30%. De rest is afkomstig uit diverse landen langs de Rijn en Donau, maar geen van deze heeft een aandeel van meer dan 5%.

## Ecologische betekenis
Dankzij dit kanaal kunnen dieren uit West-Europa in Oost-Europa komen en van Oost-Europa naar West-Europa. Via deze route hebben allerlei waterdieren hun weg naar West-Europa gevonden.

### Dieren die vanuit de Donau naar West-Europa kwamen
- Vis
  - blauwband Pseudorasbora parva
  - blauwneus Vimba vimba
  - donaubrasem Abramis sapa
  - marmergrondel Proterorhinus marmoratus
  - roofblei Aspius aspius
- Geleedpotigen
  - Kaspische slijkgarnaal Corophium curvispinum
  - Kaspische vlokreeft Dikerogammarus villosus

### Dieren die vanuit de Main naar Oost-Europa kwamen
- Toegeknepen korfmossel Corbicula fluminalis
- Chinese wolhandkrab Eriocheir sinensis